# Червеноглаво фоди
Червеноглавото фоди (Foudia eminentissima) е вид птица от семейство Тъкачови (Ploceidae).

## Разпространение
Видът е разпространен в Коморските острови, Майот и Сейшелите.